# Ammoecioides nyika
Ammoecioides nyika är en skalbaggsart som beskrevs av Bordat 1999. Ammoecioides nyika ingår i släktet Ammoecioides och familjen Aphodiidae. Inga underarter finns listade i Catalogue of Life.